# Seis am Schlern
Seis am Schlern (italienisch Siusi allo Sciliar, ladinisch Sëuc oder Suc) ist ein etwa 2000 Einwohner starkes Dorf und eine Fraktion der Marktgemeinde Kastelruth in Südtirol (Italien).

## Lage
Seis liegt auf rund 1000 m s.l.m. Höhe im Schlerngebiet zu Füßen des Schlern und der Seiser Alm, eines bekannten Skigebiets und der größten Hochalm Europas.
Die Ortschaft, die kurz Seis genannt wird, umfasst den historischen Ortskern, in dem sich einige Cafés, Restaurants und Geschäfte sowie zahlreiche Hotels für Touristen befinden.
Eingebettet zwischen Wäldern, Bauernhöfen und am Fuße des Schlern-Massivs gibt es auch einen Golfplatz.

## Geschichte
Ersturkundlich wird Seis als „Siusis“ in einer Traditionsnotiz des Bischofskirche von Säben-Brixen aus den Jahren 982–988 genannt, mit welcher Bischof Albuin von Brixen mit dem Bischof Eticho von Augsburg Kircheneinkünfte in Völs, Seis und Kastelruth gegen solche in Siffian am Ritten vertauschte.

## Umgebung

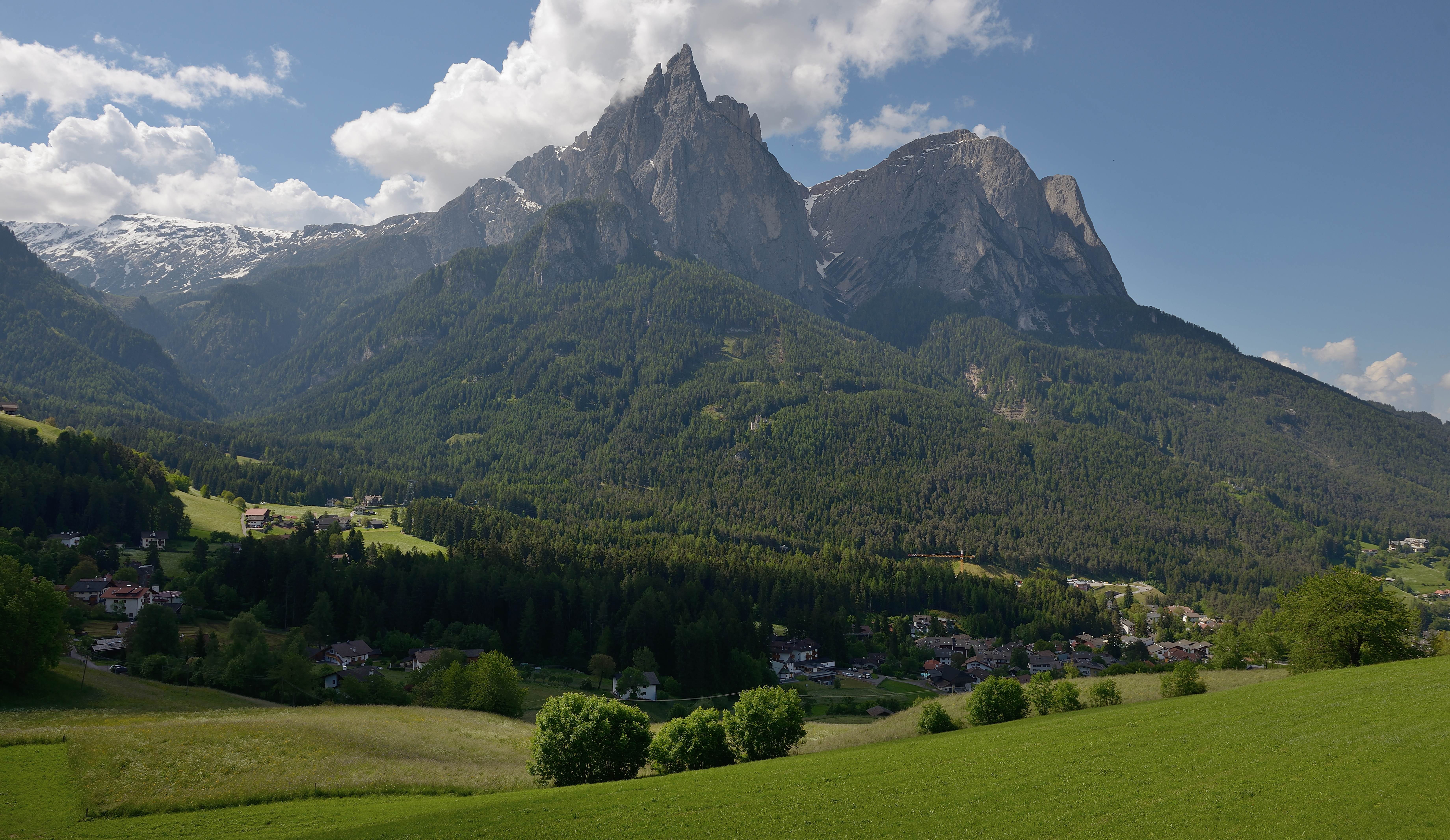
Der Schlern von Seis aus gesehen

Die Gegend um den Ort Seis eignet sich besonders zum Wandern und eröffnet malerische Ausblicke auf das Eisacktal und ins Umland. Oberhalb von Seis, am Fuße des Schlern, befindet sich die Burgruine Hauenstein (1191 m), die im Spätmittelalter im Besitz des Südtiroler Ritters und Literaten Oswald von Wolkenstein war. Ganz in der Nähe liegt die Ruine Salegg (1219 m). Nicht weit von Seis am Schlern befinden sich auch die Ortschaften Bad Ratzes (südöstlich) sowie St. Valentin und Telfen (nördlich).

## Veranstaltungen
Alljährlich im Juni findet der Oswald von Wolkenstein Ritt statt. Es ist eine Art Inszenierung alter Ritterturniere, mit einem Wettkampf auf Pferden.
Das Polentafest des Männerchores findet immer um Mariä Empfängnis statt. Über das ganze Jahr verteilt finden in Seis verschiedenste Feste statt.

## Bildung
In Seis gibt es eine Grundschule für die deutsche Sprachgruppe.

## Wirtschaft
Die Einheimischen leben größtenteils vom Tourismus und der Landwirtschaft oder pendeln zur Arbeit in die nahe gelegene Landeshauptstadt Bozen bzw. Brixen im Eisacktal.

## Persönlichkeiten
- Ignaz Friedman (1882–1948), Pianist (in Seis wohnhaft 1930–1939 in der Villa Friedmann)
- Andreas Fulterer (1961–2016), Musiker

## Galerie

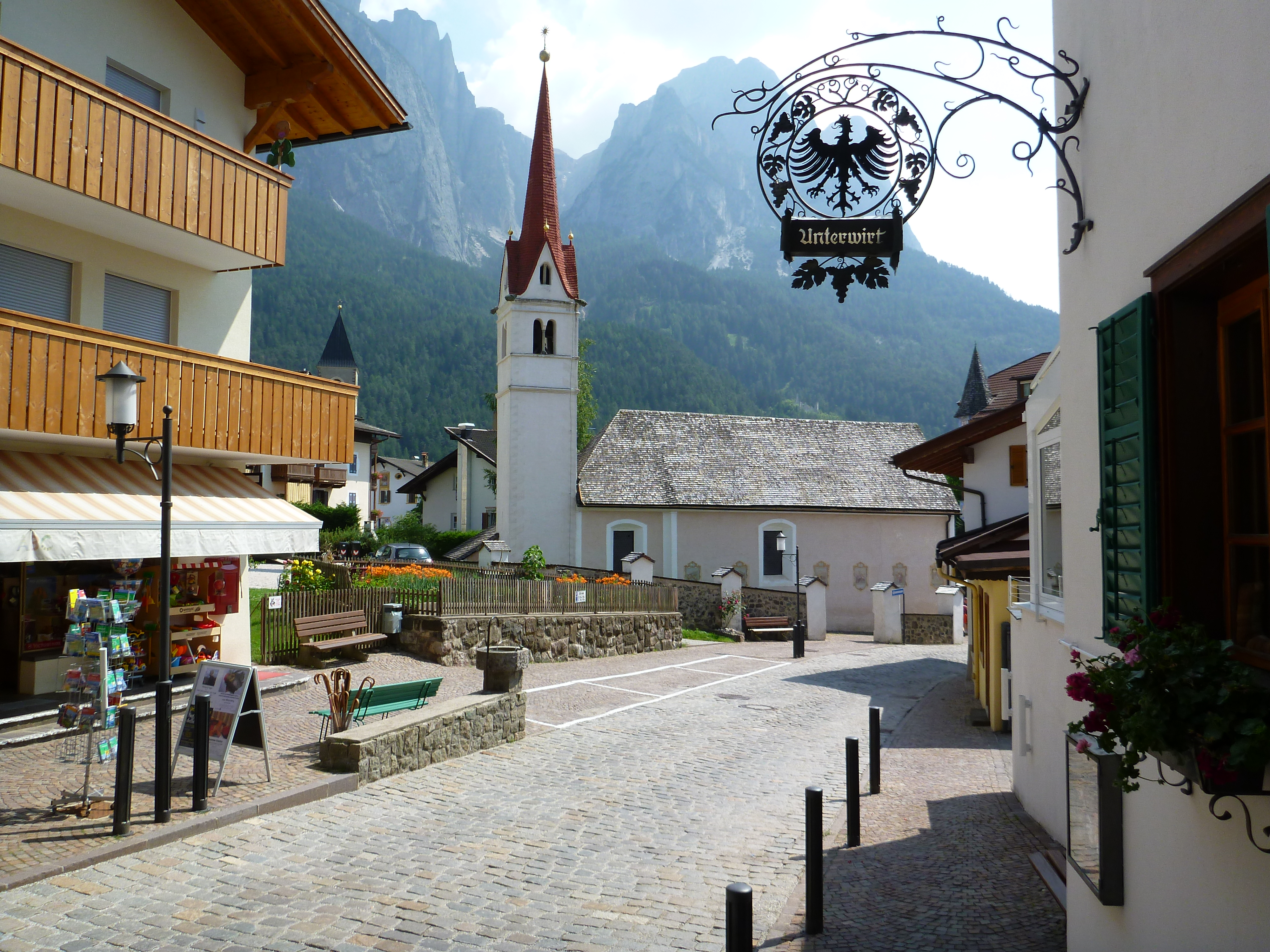
Ortskern und Maria-Hilf-Kirche
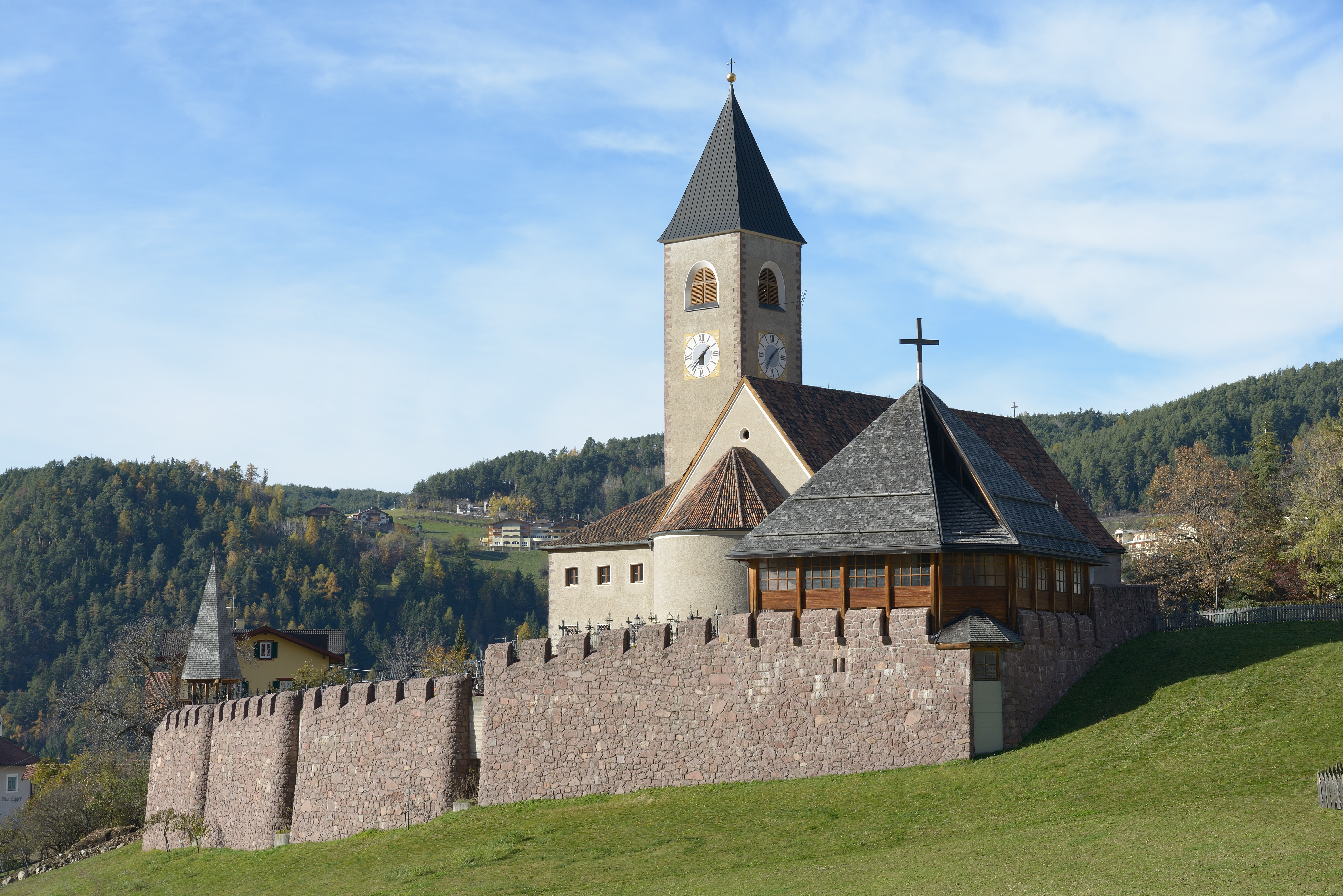
Die Pfarrkirche Heilig Kreuz von Seis
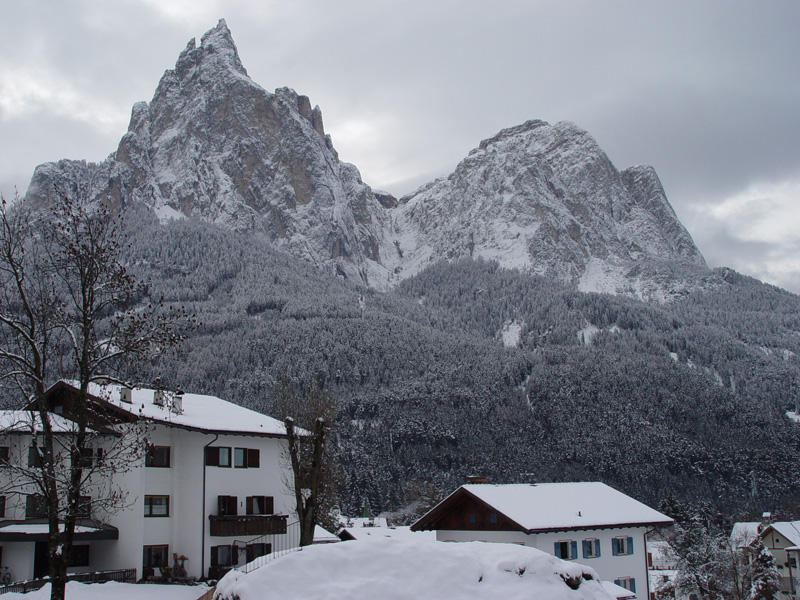
Seis im Winter